# Batalla del Vado de Jacob (1157)

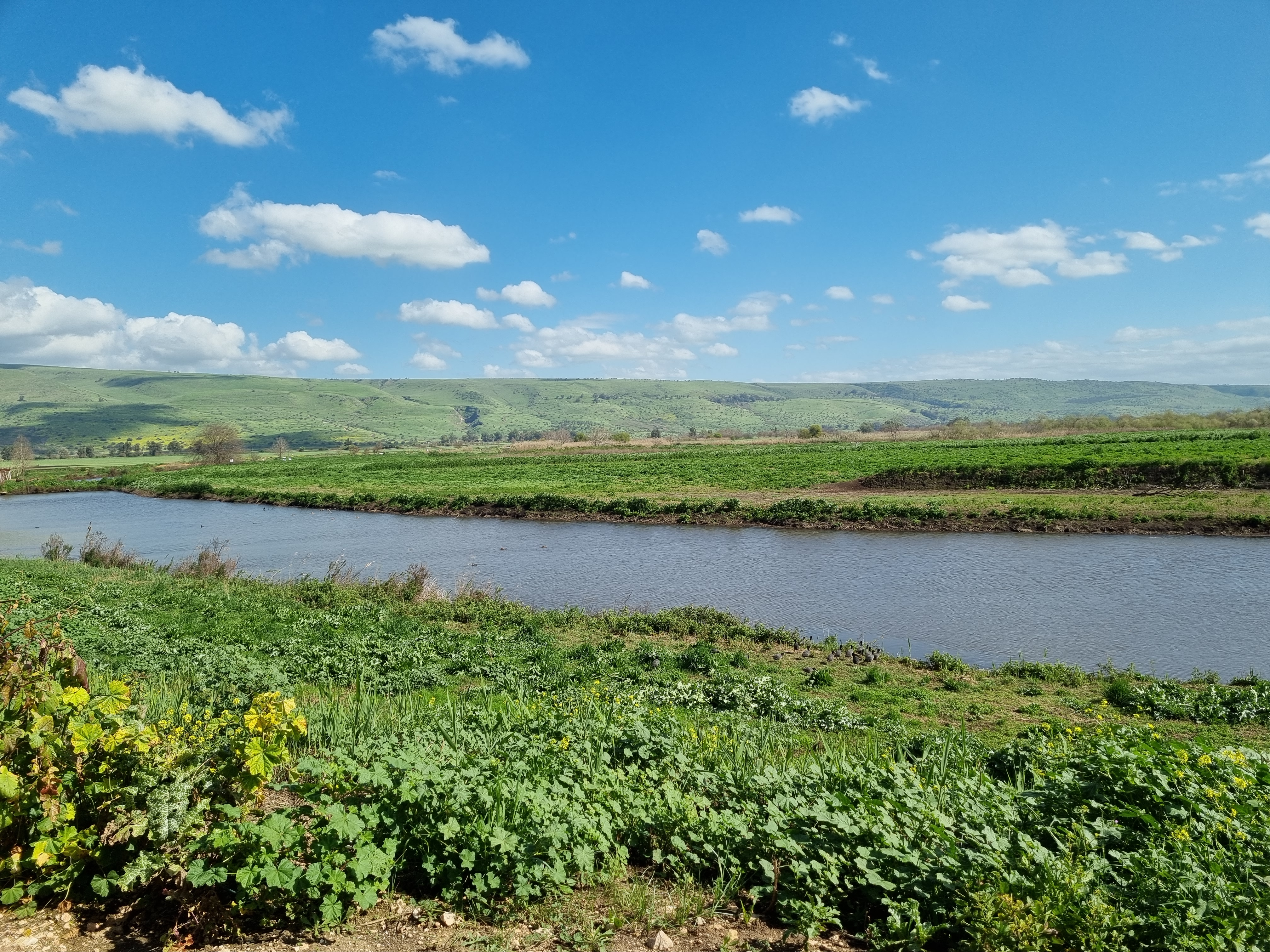
Agamon HaHula, Valle de Hula

La batalla del Vado de Jacob se libró en junio de 1157 y en ella el ejército cruzado acaudillado por el rey Balduino III de Jerusalén fue emboscado y vencido por Nur ad-Din Zangi, emir de Alepo y Damasco. El rey y algunos combatientes escaparon a un castillo cercano, pero muchos otros perecieron en la lid o fueron hechos prisioneros. La súbita enfermedad del vencedor le impidió aprovechar la victoria y libró al reino latino de Jerusalén de las previsibles consecuencias del descalabro. La batalla se libró en el Valle de Jule, en el noreste del moderno Israel, lugar que por entonces pertenecía al Reino de Jerusalén.

## Antecedentes
En 1154, Nur ad-Din Zangi logró su objetivo de apoderarse Damasco y crear un imperio zenguí en Siria. Ello hizo que a partir de entonces los estados cruzados (el Reino de Jerusalén, el Condado de Trípoli y el Principado de Antioquía) no se enfrentasen ya a un grupo de emiratos musulmanes a los que podían malquistar entre sí, sino a un solo Estado que amenazaba su existencia. 
Cada año, los damascenos llevaban grandes rebaños a pastar a la comarca de Banias, en el territorio de los francos, con el permiso de estos. En febrero de 1157, Balduino los atacó imprudentemente: se apoderó de los animales para pagar las deudas del reino, pero con ello rompió la tregua existente. Enfurecido, Nur ad-Din emprendió al punto una serie de incursiones contra los francos de la región.

## Batalla
Nur ad-Din puso sitio a la ciudad fortificada de Banias, al pie del monte Hermón. En junio, el rey Balduino III de Jerusalén reunió un ejército franco y marchó en su socorro; la plaza cercada la defendían los caballeros hospitalarios. Mientras Balduino y sus caballeros acampaban cerca del lago Jule, en la parte superior del valle del río Jordán, fueron sorprendidos y derrotados por las huestes de Nur ad-Din. El cronista Guillermo de Tiro señaló que «no se hacía guardia en el campamento latino». El historiador R. C. Smail afirma que el revés se debió al «descuido de Balduino y la omisión de las precauciones habituales cuando el enemigo se hallaba cerca». Balduino y los supervivientes se refugiaron en el cercano castillo de Safed, pero las pérdidas fueron considerables. Ibn al-Qalanisi escribió que se hicieron muchos prisioneros cruzados y que las cabezas cortadas de los vencidos se mostraron en las celebraciones del triunfo en Damasco.
Sin embargo, la principal consecuencia del descalabro fueron las cuantiosas bajas jerosolimitanas. Banias siguió en poder latino hasta 1164. Nur ad-Din enfermó poco después de la victoria y, en su ausencia, Balduino emprendió una campaña en el norte de Siria. Los francos no pudieron tomar Shaizar, pero recuperaron el castillo de Harim, que pasó al Principado de Antioquía en el invierno de 1157. Estos combates precedieron a la aplastante victoria de Nur ad-Din sobre los cruzados en la batalla de Harim del 1164, si bien antes se libró la de al-Buqaia en 1163.